# Kenta Nishizawa
Kenta Nishizawa (jap. 西澤 健太, Nishizawa Kenta; * 6. September 1996 in Shizuoka, Präfektur Shizuoka) ist ein japanischer Fußballspieler. 

## Karriere
Kenta Nishizawa erlernte das Fußballspielen in der Jugendmannschaft von Shimizu S-Pulse und der Universitätsmannschaft der Universität Tsukuba. Seinen ersten Profivertrag unterschrieb er 2019 bei seinem Jugendverein Shimizu S-Pulse. Der Verein aus Shimizu spielte in der höchsten Liga des Landes, der J1 League. Am Ende der Saison 2022 musste er mit dem Verein als Tabellenvorletzter in die zweite Liga absteigen. Am Ende der Saison 2024 feierte er die Meisterschaft und stieg in die erste Liga auf. Nach dem Aufstieg verließ er den Verein und schloss sich im Januar 2025 dem Zweitligisten Sagan Tosu an.

## Erfolge
Shimizu S-Pulse
- Japanischer Zweitligameister: 2024